# チェ・ゲバラ霊廟
チェ・ゲバラ霊廟（チェゲバラれいびょう）、チェ・ゲバラ廟（チェゲバラびょう）とは、マルクス主義革命家、チェ・ゲバラの霊廟である。キューバのサンタクララにある。遺骨は1997年10月17日に収められた。
2018年6月14日には、生誕90年を祝う記念行事も行われた。

## ギャラリー

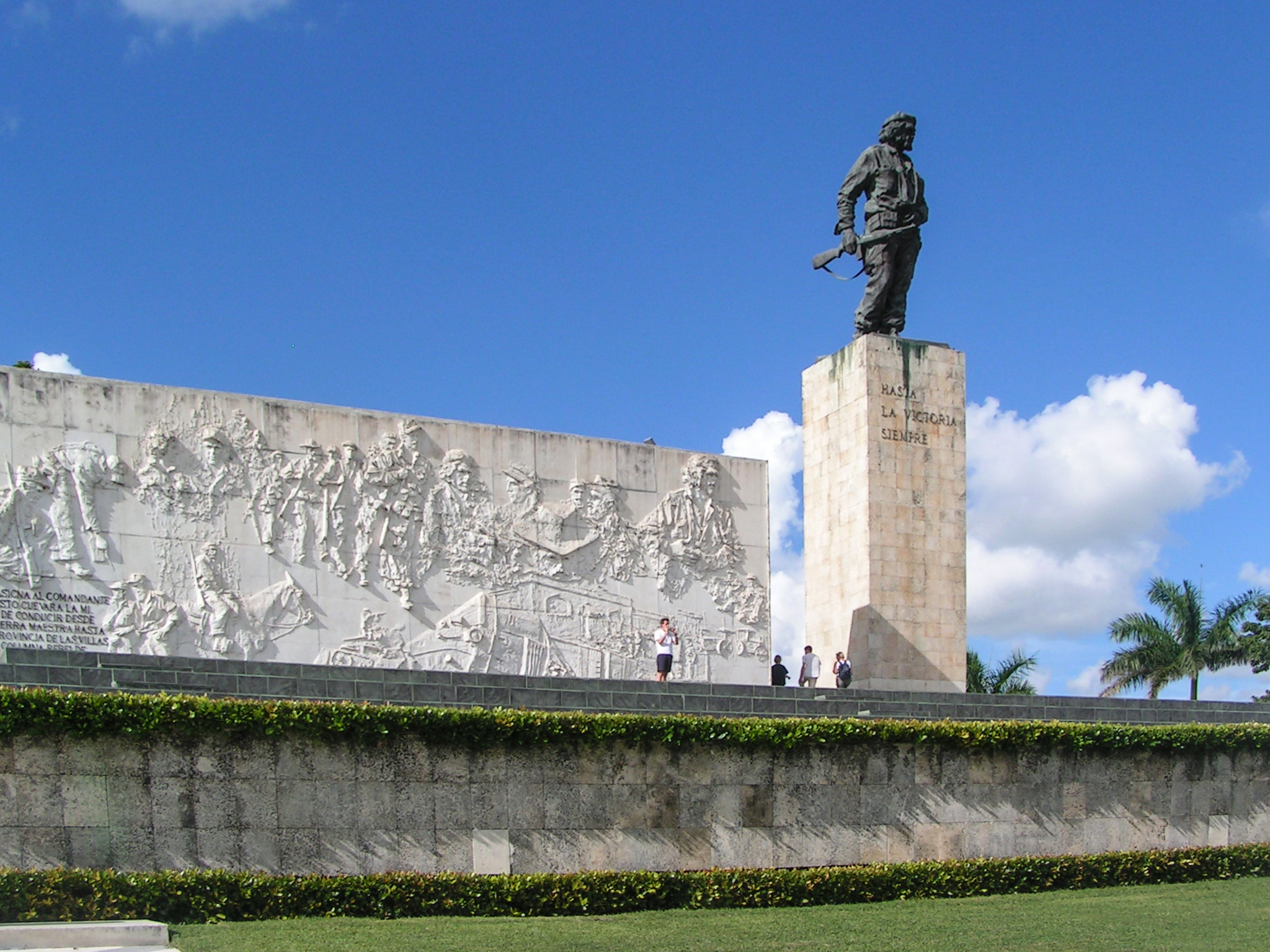
チェ・ゲバラ廟
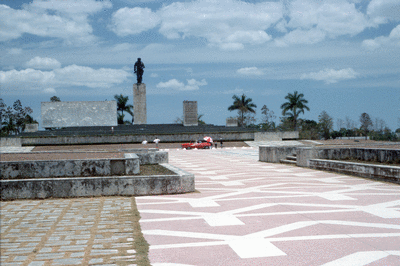
チェ・ゲバラ廟